# Cimarrones de Sonora Fútbol Club
O Cimarrones de Sonora Fútbol Club é um clube de futebol mexicano que joga na Liga de Ascenso, a segunda divisão mexicana. Tem como sede a cidade de Hermosillo, no estado de Sonora.

## História
Os "Cimarrones de Sonora" foram fundados em 2013, quando o clube Poblado Miguel Alemán conquistou o título da Tercera División de México (quarta divisão nacional) e como consequência o acesso à Segunda División. Após a subida de divisão e tendo como meta a Liga de Ascenso, empresários e patrões da cidade de Hermosillo, guiados por Edmundo Ruiz, adquiriram completamente a franquia, já que contava com um convênio com o Club Necaxa.
Depois disso, a Federação Mexicana de Futebol comunicou aos empresários que a franquia não possuía a aprovação para participar na Comissaria Miguel Alemán, pois não contava com os requisitos mínimos de infraestrutura, hotelaria, transporte, entre outros. Daí, os diretores decidiram transferir a franquia para Hermosillo, mudando de nome para "Cimarrones de Sonora" e contratando Enrique Ferreira para o cargo de técnico.
No dia 10 de agosto a equipe jogou sua primeira partida na Segunda División, contra o Águilas Reales de Zacatecas, numa partida que terminou em zero a zero. Em 30 de agosto, registrou sua primeira vitória ao derrotar por 2 a 1 o Vaqueros de Ameca. No fim de sua primeira temporada (Apertura de 2013), o clube terminou no 17º lugar da classificação geral. No Clausura de 2014, terminou novamente na 17ª posição.
No Apertura de 2014, o time melhorou significativamente. Terminou como líder do Grupo 1 da Liga Premier de Ascenso e no 4º lugar geral da Segunda División. O Cimarrones jogou a final contra o Potros de la UAEM. No jogo de ida ganhou por 1 a 0, mas no jogo de volta os Potros conseguiram virar o placar com um placar de 2 a 0 no tempo extra, acabando assim por ganharem o título.
Para a disputa do Clausura de 2015, o clube decidiu mudar novamente o técnico e contratou Jorge Humberto Torres para o posto. Terminou a campanha na quarta posição da tabela geral e foram eliminados nas semifinais pelos Loros de la UdeC.

### Liga de Ascenso
No dia 29 de maio de 2015, após o anúncio da expansão da Liga de Ascenso, foi anunciado que os "Cimarrones" jogariam a partir do segundo semestre na segunda divisão nacional.

## Estádio
A equipe disputou suas primeiras partidas no Estadio Sonora na sua primeira temporada. Entretanto, teve que mudar para o Estadio Héctor Espino no meio da temporada, porque a equipe de basebol local dos Naranjeros de Hermosillo estava em processo de mudança para o Estadio Sonora.
Depois do segundo semestre de 2015 os Cimarrones se mudaram novamente, desta vez ao Estadio Héroe de Nacozari, depois do processo de remodelamento do estádio ter terminado.